# Hiranuma Kiichirō
Hiranuma Kiichirō, född 1867, död 1952, var en japansk politiker. Han var Japans premiärminister mellan 1939 och 1939. 